# モーニングサービス

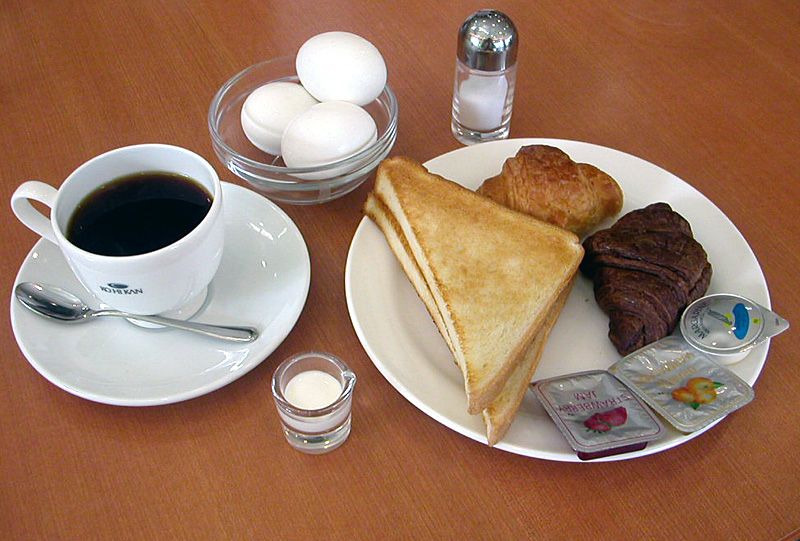
モーニングサービスの一例

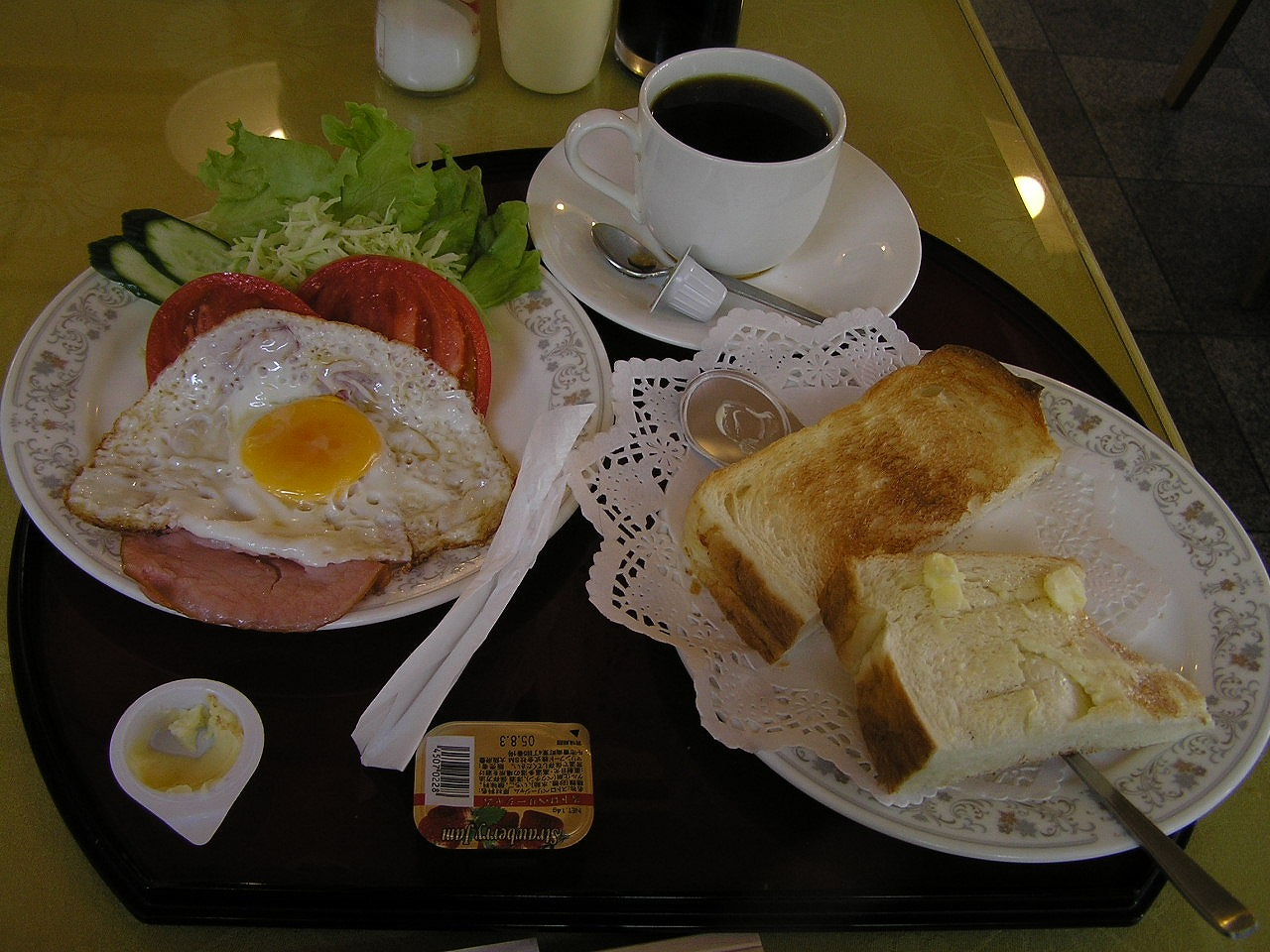
九州の温泉街の喫茶店の
モーニングサービス（鉄輪温泉）。
コーヒー、トースト、卵、
サラダは定番

モーニングサービス（Morning service）は、日本の喫茶店やレストランが、朝の時間帯にドリンクやトーストなどなど特定のメニューを、朝食として割安価格で提供するサービスの呼称である。略して「モーニング」とも。

## 概要

愛知県一宮市

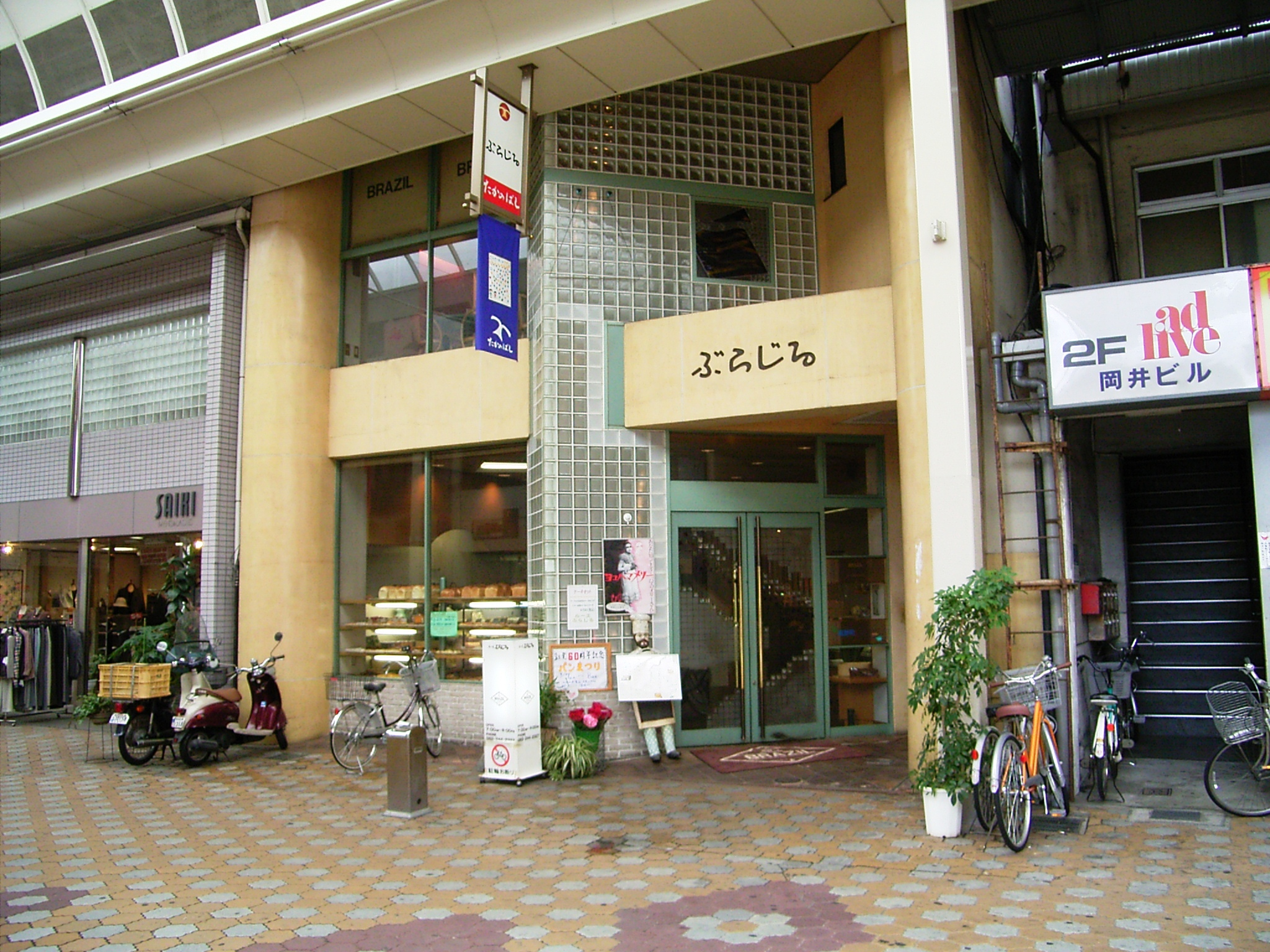
ルーエぶらじるの現在

モーニングサービス（Morning service）は、和製英語でありこの用語に限定する英語はないが、本項目の意味を含めた朝食メニューという意味の breakfast special という用語がある。英語でいう morning service は、キリスト教の朝の礼拝を意味する。
モーニングサービスが行われる時間帯は「モーニング」と表記される営業時間、早朝から昼近くまでである。店によっては、モーニングサービスを「モーニング」の時間帯以外も行う場合、看板などに「モーニング」と記載されていても単に営業時間の表記であり、特別なサービスを行わない所もある。
店舗や法人にもよって形態が異なるが､ドリンクの注文のみで軽食をサービスにしている場合もあれば午前中などの時間限定で割引がされるもの､モーニング専用メニューが存在するもの､逆にファミリーレストランチェーン等では料理を注文した場合にドリンクがサービスが実施されるなど様々な形式が存在する｡
その発祥は定かではないが、青木湯之助が1948年（昭和23年）10月に東京・日本橋に開店したコーヒー店「紅花」において、午前7時半の開店から10時まで、モーニングサービスとして通常50円のコーヒーを40円で提供しており、青木は「戦後はおそらく私の店が最初だったと思う」と書いている。
また、1956年（昭和31年）に発行された東京の観光ガイドブックでは、神田の項に「モーニングサービスと称して十時ごろまで値段を安くしたり、トーストやうで卵をつけたりする店が多い」とあり、同地では既に相当数の店がモーニングサービスを導入していたこと、単なる割引でなく朝食をサービスしていた店もあったことが窺われる。
モーニングサービスの元祖として、愛知県一宮市・愛知県豊橋市・岐阜県羽島市・広島県広島市などを挙げる説もある。
さらに、『關西大学經濟論集 第19巻』（關西大学經濟學會、1969年）に、「ある喫茶店が,モーニング-サービスとして,コーヒに卵あるいはトーストをつけるということが,最近,一般的にみられる姿であるが」という記述が見られる。また、『國學院大學日本文化研究所報 第21巻〜第30巻』（1984年）に、「岐阜市近辺では、モーニングサービスとランチをかならず喫茶店で友達と毎日食べるという老人連がいる」という記述が確認できる。
歴史としては、1950年頃繊維業が盛んであった愛知県一宮市で、商談などで朝から集まった人のために店がピーナツやゆで卵を付けたのが、当地のモーニングサービスの始まり、との説がある。また、同県豊橋市を発祥地とする説もある。東三河モーニング街道研究会によると、豊橋駅前にあった「仔馬」という喫茶店において、従業員のまかないとして出していたパンを客に対しても提供するようになったのが発祥であり、一宮とは同時期の出来事であるという。愛知県では喫茶店利用客と喫茶店の数の多さが地域内部での商業競争を呼び、これらのサービスを生んだとされている（名古屋で興った漫画喫茶も、発足の経緯は同じようなものであった）。
また、広島市のタカノ橋商店街にあるルーエぶらじるは1955年(昭和30年)に開始したとされている。1956年に撮影された当時の店の様子を納めた写真に、「当店の三大特徴」の一番目としてモーニングサービスの文字が入った看板がある事がその理由とされている。サービス開始当初のメニューは、コーヒー1杯50円に対し、モーニングサービスはコーヒー・食パン(トースト)・目玉焼きの3点セットで60円だった。これを『週刊朝日』が記事にして全国にモーニングサービスが広まったという。
また、長谷川泰三が書いた『日本で最初の喫茶店 「ブラジル移民の父」がはじめた―カフェーパウリスタ物語』(2008年、文園社)によると「簗瀬は日本全国のパウリスタ支店に指示し、今日の喫茶店ではごく当たり前に行われている 「モーニング・サービス」を開始し、たちまち評判になった。さらに従業員の中から、珈琲事業のため海外派遣生を募り、ブラジルに派遣して勉強させたのも大正八年のことである。」と書かれており、東京の銀座にある日本発の喫茶店「カフェーパウリスタ」が1919年（大正8年）にパウリスタ支店（東京都心の京橋、堀留、神田支店、名古屋支店、神戸支店、横須賀支店、仙台支店、京都支店、大阪支店など22支店）にモーニングサービスを指示して始めたと書かれている。なお、カフェーパウリスタの名古屋支店は1913年（大正2年）12月に名古屋市南大津町（現中区）に開店し、1919年（大正8年）から1920年（大正9年）の1日の来店者数が5,000人～6,000人だったと言い、銀座本店や他の支店の来店者数を上回っていたと言う。
現在の愛知県および岐阜県では、朝食とほとんど変わらない量を提供しつつ値段は飲み物と同じ値段にする店、営業する時間帯を全てで「モーニングサービス」を提供する店も現れており、競争の激しさはいっそう増している。
そして近年では、これらモーニングサービスのニーズが社会的に高まったこともあって、流れとしては全国的にも広がりつつある。
また中京圏では、「モーニング」の語がもはや時間帯を指す言葉でなく「オマケ盛りだくさんのサービス」を指す言葉としても一般化しているという。
ミュージシャンのつんく♂は、アイドルグループ『モーニング娘。』の命名において、「トーストとコーヒーとサラダとゆで卵と。喫茶店のモーニングサービスのように、みんなが気軽に親しめる、楽しめるお得感」との意味を込めた。

## モーニングサービスのニーズ
ビジネスマンが、泊りがけの出張で早朝から出かける必要がある場合や、ラッシュアワーを避けて早めに出勤する場合、あるいは労働者が勤務開始前に手早く朝食を済ませたい場合、食堂などの飲食店はまだ開いていないことが多い（営業開始は一般に10〜11時）。そのため、喫茶店などで（店舗備え付けの）新聞や雑誌を読みながら、食事を気軽に摂れるモーニングサービスが求められた。
また週末や休日などは、家庭の主婦にとって家族全員の朝食を用意するのが大変であったりわずらわしかったりする、といった事情もあり、週末にブランチ代わりに家族で喫茶店に出かけるといった風景を、中京圏郊外の喫茶店で見かけることも多い。こういった事情も、モーニングサービスの質や量を向上させた背景にある。
さらにモーニングサービスが普及するにつれ、喫茶店だけでなく外食チェーン店でもモーニングサービスを行うようになっている。ファミリーレストラン系のモーニングサービスは、朝食としてみても十分な量が食べられるメニューも多く、始業前に行なわれるクラブ活動の早朝練習前後の時間帯に、中学生や高校生が大勢詰め掛けている店もある。
一方で、食堂側の厨房準備の関係で、朝の時間帯は通常のメニューをモーニングサービスのメニューに切り替えて提供する店もある。

## サービス形態

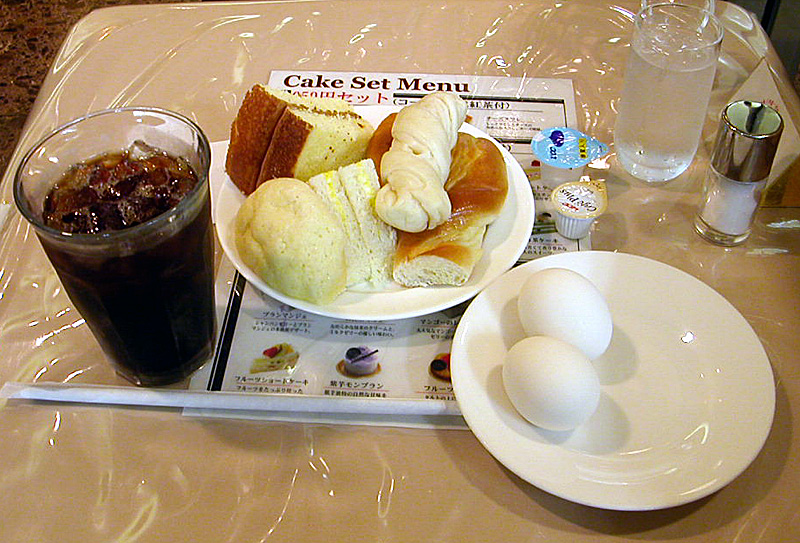
名古屋駅地下にある
喫茶店ベルヘラルドの
モーニングサービス。
パンとゆで卵が食べ放題。

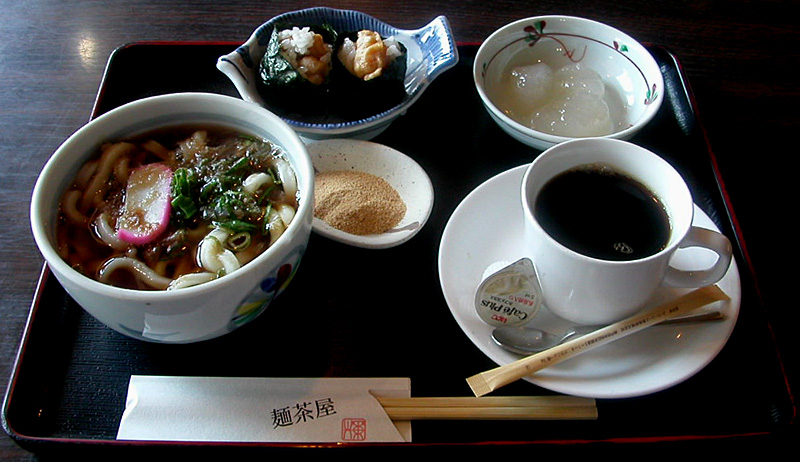
岡崎市にあるうどん屋 麺茶屋のモーニングサービス。
うどんと天むすとわらびもちが
ついている。

### 中京式
中京圏の喫茶店の多くは、朝方にドリンク類を注文する客に対して、モーニングサービスを行っている。名古屋を中心とする中京圏では、量やサービスが他地域と桁違いなことで知られる。名古屋は上項にもあるように、歴史的な経緯から喫茶店の多い地域であり、サービス競争は喫茶店以外の一部の外食産業も巻き込み、提供されるサービスも多岐に渡る。一般的には厚切りトースト、ゆで卵、ミニサラダ（またはフルーツ）等が無料あるいは格安で提供される他、食べ放題であったり、和食のサービスとしてうどんやおにぎりをつけたりもする。
このような熾烈なサービス競争が存在するため、喫茶店以外の店でも、朝から営業する場合は喫茶店に対抗して、モーニングサービス・あるいはモーニングセットと称した商品を販売する。この場合は、本業で使われている食材も提供され、カレー屋であればカレーやチャパティがつけられ、うどん屋であればうどんがつけられる。
中京圏でのこれら、モーニングサービスの多様性は枚挙に暇がなく、普通の食事と遜色ないことも多い。モーニングサービスを提供する時間帯も、開店から1時間程度の店舗もあれば、朝から夕方まで提供する「フルタイムモーニング」を行う喫茶店など、本来のモーニングサービスの範疇では捉らえきれない「モーニングサービス」を行う店舗もある。このような多様性やサービス競争は、日本国内でも他の地域では見られないスタイルである事から、名古屋めしに分類されることもある（喫茶店のサービスも参照のこと）。

### ホテル

#### シティホテル
基本的にはホテル内の食堂やカフェで提供される｡和定食を出す形式や飲み物の代金だけでパンやゆで卵が食べ放題のビュッフェスタイルをとる形式､粥やコーンフレークなど、胃にやさしいメニューを出すところもある｡費用については宿泊費用に含まれている場合もあるが別料金の場合もあり､ホテルによって様々な形態が存在する｡

#### ビジネスホテル
2022年現在､ビジネスホテルでは東横インやスーパーホテル等に代表されるような大手チェーンでは朝、パン・おにぎり等の軽食とコーヒーを無料で提供するところが大半である。大手チェーン以外でも併設のカフェでモーニングを提供したり､ホテル内に飲食設備がない場合は近隣の飲食店と提携を行い､朝食券の配布等を行い提携先の店舗で朝食を提供するという形で対応を行っている場合もある｡

#### カプセルホテル
詳細はカプセルホテルにも記述されるが､従来のカプセルホテルの形態は素泊まりが基本であったが､2000年代に入りカプセルホテル自体の需要や形式が見直されており館内設備の進化､軽食やドリンクなどのサービスが充実し始めている｡従来のカプセルホテルでは良くてフロントでパンやカップラーメン等が販売されているのが精々であったが､主に2010年以降に開業/リニューアルが実施された店舗では飲食店の併設や軽食が宿泊者に対し提供されている場合もある｡

### 補足
1. ↑  大竹敏之2014年116頁によると、1959年（昭和34年）8月。
2. ↑  広島ホームテレビ公式YouTube動画内にサービス開始当時の写真が撮影されている（35秒頃）[14]
3. ↑  名古屋駅近くの喫茶店「リヨン」が「一日中モーニングサービス付」の看板をかかげ、実際に一日中「モーニング」を提供していて、名古屋観光をした人々が夕方に名古屋のモーニングサービスを体験してみるなど、一日数百人（400人以上）の利用者がいるという（日本テレビ「シューイチ」調べ。2012年4月15日放送分）。